# Малък креслив орел
Малкият креслив орел (Clanga pomarina) е средно голяма дневна граблива птица от семейство Ястребови (Accipitridae). Дължината на тялото му е 61 – 66 cm, размаха на крилете 145 cm и тежи 1600 гр.
Има възрастов диморфизъм. Възрастните са с кафяво оперение. Могат трудно да се отличат от възрастните на големия креслив орел по малко по-дребното тяло и по това, че при полет маховите пера отдолу са черни, а подкрилията – кафиви (при големия креслив орел е обратното). Младите са шоколадовокафяви, с добре оформено жълто петно на тила, надкрилията са с два реда бели петна, характерен отличителен белег от младите на големия креслив орел. Тялото отдолу е изпъстрено със светли щрихи. Издаващи звуци: През размножителния период често издава пискливо „ви-й-ик, ви-и-ик“, а през другите сезони – повтарящ се крясък „кийе-кийе“, наподобяващ джавкане на малко куче.

## Разпространение
Среща се в Европа (включително България), Азия и Африка.
Обитава широколистни и смесени гори до открити пространства. При миграции образува разредени ята в смесени групи с мишелови, кани и други видове орли.

## Начин на живот и хранене
Птиците от европейската популация са прелетни. Храни се предимно с дребни бозайници и друга подобна по размери плячка.

## Размножаване
Моногамна птица. Гнездото си строи на високи дървета. Снася 1 – 3 (най-често 2) яйца, с размери 63х53 мм, които мътят и двамата родители в продължение на около 33 – 43 дни. Малките напускат гнездото на 49 – 56 дневна възраст. Годишно отглежда едно люпило.

## Природозащитен статут
- Червен списък на световнозастрашените видове (IUCN Red List) – Незастрашен (Least Concern LC)[3]

На територията на България е защитен от закона вид.